# Alexandr Belousov
Alexandr Belousov (Tiraspol, 14 de mayo de 1998) es un futbolista moldavo que juega de defensa en el F. C. Milsami Orhei de la División Nacional de Moldavia.

## Selección nacional
Belousov fue internacional sub-17, sub-19 y sub-21 con la selección de fútbol de Moldavia, antes de convertirse en internacional absoluto el 18 de noviembre de 2020, en un partido de la Liga de Naciones de la UEFA frente a la selección de fútbol de Kosovo.

## Clubes
| Club                                | País     | Año       |
| ----------------------------------- | -------- | --------- |
| F. C. Sheriff Tiraspol II           | Moldavia | 2015-2017 |
| F. C. Sheriff Tiraspol              | Moldavia | 2018-act. |
| F. C. Dinamo-Auto Tiraspol (cedido) | Moldavia | 2020      |
| F. C. Sfîntul Gheorghe (cedido)     | Moldavia | 2022      |
| F. C. Milsami Orhei (cedido)        | Moldavia | 2022-act. |

## Palmarés

### Títulos nacionales
| Título            | Club                   | País     | Año  |
| ----------------- | ---------------------- | -------- | ---- |
| Divizia Națională | F. C. Sheriff Tiraspol | Moldavia | 2018 |
| Divizia Națională | F. C. Sheriff Tiraspol | Moldavia | 2019 |
| Copa de Moldavia  | F. C. Sheriff Tiraspol | Moldavia | 2019 |
| Divizia Națională | F. C. Sheriff Tiraspol | Moldavia | 2021 |